# Rodrigo I (obispo)
Rodrigo I fue obispo de Oviedo entre los años 1175 y 1188. Era religioso benedictino y abad del Monasterio de San Vicente que fue fundado por Máximo y su sobrino Fromestano en el año 781. El cabildo y el propio obispo ayudaron económicamente al rey Fernando II para que continuara con sus guerras contra el ejército moro. Para que les pudiera hacer frente en la batalla que tuvo el rey cerca de Cáceres le dio quinientas monedas de oro. El obispo acompañó al rey en una expedición que este hizo hasta Valencia.
Como compensación a las ayudas recibidas y a los sacrificios realizados en favor del rey, este donó a la iglesia de Oviedo el Palacio de San Andrés de Cornellana situado en el barrio de Contrueces de Gijón, que había pertenecido al rey Alfonso III El Magno. También donó ciertos bienes que tenía el Lena, la villa de Villanueva de Piqueros, la de Valdesoto en el concejo de Siero, los castillos de Proaza y Pajares, la mitad de la villa de Tudela Veguín y parte de Olloniego.
Este obispo consagró las iglesias de los monasterios de San Andrés de Valdebárzana en Villaviciosa y la de Santa María de Belmonte.
| Predecesor: Gonzalo I | Obispo de Oviedo 1162 - 1189 | Sucesor: Menendo I |